# Araneomorphae
Araneomorphae (Labidognatha) este un infraordin de păianjeni. Acest infraordin cuprinde 93 de familii, 3 400 de genuri și peste 37 000 de specii. Din Araneomorphae fac parte majoritatea păianjenilor răspândiți pe Pământ.

## Etimologie
Numele provine de la cuvintele grecești αρὰχνη (arachne) - păianjen și μορφή (morphs) - formă, aspect.

## Descriere
Spre deosebire de Mygalomorphae care au chelicerele orientate anterior, iar colțul în jos, păianjenii grupați în infraordinul Araneomorphae au colții chelicerelor direcționați unul spre celălalt. Acest tip de chelicere se numește labidognate. Aceasta le permite să vâneze animale cu dimensiuni mai mari decât ei. Araneomorfae include țesători capabili să construiască pânz de diferite forme. Spre deosebire de Mygalomorphae, care pot trăi până la 25 de ani, majoritatea speciilor de Araneomorphae mor după aproximativ un an.

## Răspândire
Acești păianjeni sunt răspândiți în toate ecosistemele: Țesătorii-sferici își construiesc plasa în locuințele umane, păianjenul-crab își pândește prada din flori, Păianjenul-lup vânează prin fugă cu rețea în formă de roată.

## Sistematica
În prezent infraordinul Araneomorphae se subdivizează în două ramuri: Hypochilae (care conține o singură familie, Hypochilidae) și Neocribellatae. Neocribelatele se împart la rândul lor în Austrochiloidea la care se adaugă două serii: Entelogynae și Haplogynae, fiecare conținând mai multe suprafamilii și familii.
|  | Gradungulidae  |
|  |                |
|  | Austrochilidae |
|  |                |

|  | Haplogynae  |
|  |             |
|  | Entelegynae |
|  |             |

|  | Gradungulidae  |
|  |                |
|  | Austrochilidae |
|  |                |

|  | Haplogynae  |
|  |             |
|  | Entelegynae |
|  |             |

|  | Gradungulidae  |
|  |                |
|  | Austrochilidae |
|  |                |

|  | Haplogynae  |
|  |             |
|  | Entelegynae |
|  |             |

|  | Gradungulidae  |
|  |                |
|  | Austrochilidae |
|  |                |

|  | Haplogynae  |
|  |             |
|  | Entelegynae |
|  |             |

|  | Gradungulidae  |
|  |                |
|  | Austrochilidae |
|  |                |

|  | Haplogynae  |
|  |             |
|  | Entelegynae |
|  |             |

|  | Gradungulidae  |
|  |                |
|  | Austrochilidae |
|  |                |

|  | Haplogynae  |
|  |             |
|  | Entelegynae |
|  |             |

|  | Gradungulidae  |
|  |                |
|  | Austrochilidae |
|  |                |

|  | Haplogynae  |
|  |             |
|  | Entelegynae |
|  |             |

|  | Gradungulidae  |
|  |                |
|  | Austrochilidae |
|  |                |

|  | Haplogynae  |
|  |             |
|  | Entelegynae |
|  |             |